# Shanghai Tianma Circuit
Il Shanghai Tianma Circuit o Circuito di Tianma (in cinese semplificato: 上海 天马山 赛车 场; in cinese tradizionale: 上海 天馬山 賽車 場) è un circuito motoristico permanente situato nel distretto Sheshan Songjiang di Shanghai, in Cina. Inaugurato nel 2004,  il circuito fa parte di un resort che comprende un terreno di prova e test di 10.000 metri quadrati, una zona fuoristradistica, un media center e una tribuna, un cinema, una sala polifunzionale, sale VIP, una palestra, un mini-supermercato e un negozio.
Ha ospitato una gara della China Superbike Championship (CSBK) e l'appintamento cinese del WTCC 2011.
Il circuito è lungo 2.063 km, con 8 curve a sinistra e 6 a destra.